# Парр, Джонатан
Джонатан Парр (норв. Jonathan Parr; род. 21 октября 1988, Осло) — норвежский футболист, бывший защитник сборной Норвегии.

## Биография

### Клубная карьера
Парр родился в Осло, играл за юношеские команды «Хольмлия», КФУМ Осло, «Хаугер», затем присоединился к клубу «Люн».
30 апреля 2006 Джонатан дебютировал за «Люн» в Типпелиге. В 2006 году Парр провел 14 матчей, из них 11 в чемпионате, на поле он выполнял функции вингера или нападающего.
В марте 2007 года Парр подписал трехлетний контракт с «Олесунн». Свой первый матч за новый клуб Джонатан сыграл 9 апреля в матче против «Старта», а 29 июля 2007 года Парр забил свой первый мяч в чемпионате Норвегии в ворота «Саннефьорда». В первом сезоне в новом клубе Джонатан провёл 19 игр в чемпионате, 5 раз появляясь в стартовом составе и 14 — выходя на замену.
С «Олесунн» Парр выиграл два кубка Норвегии (в 2009 и 2011). В феврале 2010 Джонатан продлил свой контракт, истекавший в конце 2011, ещё на 1 год.

#### Кристал Пэлас
В июле 2011 года Парр перешёл из «Олесунн» в «Кристал Пэлас», подписав трехлетний контракт. По итогам сезона 2011/12 был признан игроком года «Кристал Пэлас».
Сезон 2012/13 Джонатан начал успешно, прочно заняв место на левом фланге защиты. После смены в октябре 2012 главного тренера Парр остался в основе, иногда играя на позиции правого защитника. Сезон для Джонатана закончился в апреле 2013, когда в матче с «Ипсвичем» он получил травму связок лодыжки. «Кристал Пэлас» удалось в финале плей-офф выиграть у «Уотфорда» и вернуться в Премьер-лигу после 8-летнего отсутствия.
21 декабря 2013 года Джонатан дебютировал в Английской Премьер-лиге в матче с «Ньюкасл Юнайтед». По окончании сезона 2013/14 покинул клуб.

#### Ипсвич Таун
7 июля 2014 года присоединился к «Ипсвич Таун», подписав двухлетний контракт. 30 августа он дебютировал в основном составе нового клуба в игре против «Дерби». В матче 7 тура Джонатан забил свой первый гол за «Ипсвич».

#### Стрёмсгодсет
13 января 2016 года Парр подписал контракт на 3,5 года с клубом «Стрёмсгодсет». В январе 2022 года объявил о завершении карьеры.

### Карьера в сборной
Джонатан выступал за юношеские сборные Норвегии до 17 и до 19 лет. В период с 2008 по 2010 вызывался в молодёжную сборную.
11 мая 2010 был первый раз вызван на игры главной сборной, 29 мая 2010 дебютировал в товарищеском матче против сборной Черногории. Парр стал первым игроком «Олесунн», сыгравшим за норвежскую сборную.

## Статистика

### Матчи Парра за сборную Норвегии
| Матчи Парра за сборную Норвегии | Матчи Парра за сборную Норвегии | Матчи Парра за сборную Норвегии | Матчи Парра за сборную Норвегии | Матчи Парра за сборную Норвегии | Матчи Парра за сборную Норвегии |
| ------------------------------- | ------------------------------- | ------------------------------- | ------------------------------- | ------------------------------- | ------------------------------- |
| №                               | Дата                            | Соперник                        | Счёт                            | Голы Парра                      | Соревнование                    |
| 1                               | 29 мая 2010                     | Черногория                      | 2:1                             | —                               | Товарищеский матч               |
| 2                               | 7 июня 2011                     | Литва                           | 1:0                             | —                               | Товарищеский матч               |
| 3                               | 10 августа 2011                 | Чехия                           | 3:0                             | —                               | Товарищеский матч               |
| 4                               | 2 сентября 2011                 | Исландия                        | 1:0                             | —                               | Чемпионат Европы 2012 (отбор)   |
| 5                               | 11 октября 2011                 | Кипр                            | 3:1                             | —                               | Чемпионат Европы 2012 (отбор)   |
| 6                               | 12 ноября 2011                  | Уэльс                           | 1:4                             | —                               | Товарищеский матч               |
| 7                               | 12 октября 2012                 | Швейцария                       | 1:1                             | —                               | Чемпионат мира 2014 (отбор)     |
| 8                               | 14 ноября 2012                  | Венгрия                         | 2:0                             | —                               | Товарищеский матч               |
| 9                               | 6 февраля 2013                  | Украина                         | 0:2                             | —                               | Товарищеский матч               |

Итого: 9 матчей / 0 голов; 6 побед, 1 ничья, 2 поражения.

## Достижения

### Командные
- Обладатель Кубка Норвегии: 2009, 2011

### Личные
- Лучший игрок «Кристал Пэлас» сезона 2011/12